# Cystidiodendron
Cystidiodendron é um gênero de fungo pertencente à família Hydnaceae.

## Espécies
|                 | Sistotrema                                   |
|                 |                                              |
|                 | Hydnum                                       |
|                 |                                              |
|                 | Burgoa                                       |
|                 |                                              |
|                 | Paullicorticium                              |
|                 |                                              |
|                 | Ingoldiella                                  |
|                 |                                              |
|                 | Osteomorpha                                  |
|                 |                                              |
| Cystidiodendron | \| \| Cystidiodendron fimbriatum \| \| \| \| |
|                 | \| \| Cystidiodendron fimbriatum \| \| \| \| |
|                 | Repetobasidiellum                            |
|                 |                                              |
|                 | Gloeomucro                                   |
|                 |                                              |
|                 | Corallofungus                                |
|                 |                                              |
|                 | Cystidiodendron fimbriatum                   |
|                 |                                              |

|  | Cystidiodendron fimbriatum |
|  |                            |